# 土屋基規
土屋 基規（つちや もとのり、1942年8月26日 - ）は、日本の教育行政学者、神戸大学名誉教授。

## 略歴
静岡県賀茂郡西伊豆町生まれ。1967年静岡大学教育学部卒業。1974年東京大学大学院教育学研究科博士課程教育行政学専攻単位取得満期退学。1975年神戸大学教育学部講師、助教授、1991年教授となり、1992年発達科学部教授。2006年神戸大学を定年退職、名誉教授となり、近畿大学生物理工学部教授を務め、2009年退職。2011年宝塚医療大学教授、2015年退任。

## 著書
- 『戦後教育と教員養成』(新日本新書)新日本出版社 1984
- 『教師の免許と研修はどう変わる 「教員の資質向上」を考える』(シリーズ・これからの教育) 労働旬報社 1988
- 『日本の教師 養成・免許・研修』新日本出版社 1989
- 『子どもの権利』 (ヒューマンブックレット) 兵庫部落問題研究所 1990
- 『近代日本教育労働運動史研究』労働旬報社 1995
- 『輝け!教育基本法 教育基本法「改正」と日本の教育』 (シリーズ・21世紀の人権) 部落問題研究所 2006
- 『戦後日本教員養成の歴史的研究』風間書房 2017

### 共編著・監修
- 『教育系学生の思想と行動』伊ケ崎暁生,山崎真秀共著 明治図書出版 1969
- 『未来の教師 教育系学生と全教ゼミナール運動』伊ケ崎暁生共編 労働旬報社 1978
- 『教師の採用 開かれた教師選びへの提言』神田修共著 有斐閣選書 1984
- 『初任者研修で何がかわるか 教育改革の焦点』山田昇共編 教育史料出版会 1987
- 『いのちの重みを受けとめて 子どもの人権と兵庫の教育』望月彰共編著 神戸新聞総合出版センター 1997
- 『学校教育キーワード事典』三輪定宣,平原春好, 室井修共編著 旬報社 1998
- 『そこにはいつも子どもたちがいた おんな先生120人兵庫からの発信』監修, そこにはいつも子どもたちがいた編集委員会編著 清風堂書店出版部 1999
- 『教師をめざして初めの一歩 「教職入門」テキスト』若井邦夫共編著 エース出版事業部 2001
- 『現代教育法概説』平原春好, 室井修共著 学陽書房 2001
- 『いじめととりくんだ国々 日本と世界の学校におけるいじめへの対応と施策』P.K.スミス,添田久美子, 折出健二共編著 ミネルヴァ書房 2005
- 『現代教職論』編著 学文社 2006
- 『現代教育制度論』編著 ミネルヴァ書房 2011

### 記念論集
- 『子どもと教育に希望を求めて 土屋基規教授退職記念誌』土屋基規教授退職記念事業会 2006

## 論文
- 土屋基規 - CiNii Articles